# Droga wojewódzka 189
Die Droga wojewódzka 189 (DW 189) ist eine polnische Woiwodschaftsstraße, die die Städte Jastrowie (Jastrow), Złotów (Flatow) und Więcbork (Vandsburg) verbindet.
Auf ihrer Länge von fünfzig Kilometern durchzieht sie die Woiwodschaften Großpolen und Kujawien-Pommern und trifft auf die DK 22, die DK 11 die DW 188 und die DW 241.